# Plavotočkasta trumpetača
Plavotočkasta trumpetača (Fistularia commersonii), riba porodice Fistulariidae koja živi uz grebene u Indijskom oceanu i Pacifiku, u Crvenom moru i uz istočnu obalu Afrike pa sve do Uskrsnog otoka i otoka Rapa, južno do Australije i Novog Zelanda, i od Meksika do Paname. Kroz Sueski kanal migrirala je u Sredozemno more i ušla u jadran, gdje je opažena uz obale Italije i obalu Crne Gore kao i uz Francusku.

## Opis
Trumpetača je izduženog tijela na kojem glava zauzima više od jedne trećine ukupne dužine, i završava dugom gubicom tubularnog (cjevastog) oblika.
Najveća izmjerena dužina iznosila je 160 cm, a prosječno je 100 cm.

## Invazija populacije
Kako se hrani komercijalno značajnim ribama, kao što su bukva, gira i trlja, a veoma se brzo širi (opažene su i juvenilne jedinke u Sredozemlju), nalazi se na popisu 100 naopasnijih invazivnih vrsta, i predstavlja opasnost za autohtone vrste.
U Sredozemlju je prvi puta zabilježena 2000 kod Izraela. U Jadranu je prvi puta zapažena 2006. i to kod Tricase na jugu Italije, kod otočića Sveti Andrija kod Dubrovnika i uz već spomenutu crnogorsku obalu. Uz Siciliju i Maltu je opažena 2011.
- Plavotočkaste trumpetače snimljene kod Krete 2011.
- F. commersonii odlikuje se dugom njuškom. Fotografirana kod otoka Karpathos u Grčkoj
- manje jato plavotočkaste trumpetače
- F. commersonii, plave točke po kojima je dobila ime